# Assedio di Parigi (1870)
L'assedio di Parigi, durato dal 19 settembre 1870 al 28 gennaio 1871, e la conseguente conquista della città da parte delle forze prussiane sono stati gli avvenimenti decisivi che portarono alla sconfitta francese nella guerra franco-prussiana e alla fondazione dell'Impero tedesco, ufficialmente proclamato nella Galleria degli Specchi della reggia di Versailles il 18 gennaio 1871.

## Svolgimento

### La morsa si stringe
Dopo la distruzione dell'armata di Chalons nella battaglia di Sedan, il generale prussiano Helmuth Karl Bernhard von Moltke prescrisse alla terza armata e all'armata della Mosa, forti di 150 000 uomini, di marciare in direzione di Parigi per iniziare l'accerchiamento della città. Il generale Louis-Jules Trochu intanto preparava la difesa della capitale, chiusa all'interno di una cintura di 16 forti disposti all'esterno dell'anello di mura, e organizzando una forza di difesa di circa 500 000 uomini. Pecore e bestiame vennero collocate nel centro della città, che si preparava a razionare le derrate, cosa che non eviterà il decesso di numerosi civili per la carenza di cibo, specie verso la conclusione dell'assedio. Il legname fu approntato per realizzare barricate, mentre parte del governo di "difesa nazionale" abbandonava Parigi per raggiungere Tours, come lo stesso Leon Gambetta, che scelse di svolgere un pericoloso viaggio a bordo di un pallone aerostatico.
L'"anello di ferro" attorno a Parigi intanto veniva completato dalle forze prussiane e il quartier generale reale di Guglielmo I fu stabilito nella reggia di Versailles.
Mentre la capitale era cinta d'assedio, nel corso dei quattro mesi che seguirono, fino alla fine di gennaio, i vertici militari francesi riuscirono a riorganizzare delle forze numericamente sufficienti (circa 700 000 uomini per un totale di 36 divisioni) a sfidare i prussiani, i quali ebbero a contrastare la lotta del popolo francese anche e soprattutto fuori dalle mura della Ville Lumière. La resistenza dei parigini non fu meno tenace. Tutto l'arco dell'assedio fu speso, da parte francese, nella riorganizzazione dell'esercito e in attacchi diretti a sfondare l'anello di accerchiamento tedesco, mentre da parte prussiana la strategia si imperniò su un atteggiamento essenzialmente difensivo. Quest'ultimo fu mirato il più delle volte a rintuzzare i tentativi nemici di violare le difese e solo verso la fine di gennaio sarà mutato in un piano di attacco caratterizzato dall'uso di artiglierie.
All'inizio dell'assedio Trochu stimò che il cibo a disposizione nella città sarebbe stato sufficiente per i successivi 80 giorni, fino a metà novembre. Verso la fine dell'assedio le scorte disponibili, infatti, erano già da tempo terminate e furono necessari gli animali degli zoo per sfamare i parigini. La città, divisa in 20 arrondissement, aveva per ciascun distretto una propria rappresentanza politica e procedette, in ciascun arrondissement a reclutare la propria guardia nazionale e a eleggere i propri ufficiali. Nei quartieri più poveri della città, tra i battaglioni delle classi operaie assurgevano a ruolo di tribuni demagoghi radicali e virtuali rivoluzionari che avevano passato molti anni nelle galere. A gennaio le condizioni della popolazione erano critiche. La carne di mulo e di cavallo era stata consumata, così come la legna da ardere e comprare un pollo o delle scorte di legname era diventato un affare per ricchi. La gente per riscaldarsi giunse a utilizzare i letti e il mobilio delle proprie abitazioni.
Le sortite lanciate contro le linee prussiane intanto ottenevano scarsi risultati. Un attacco lanciato contro il villaggio di Le Bourget a nord-est di Parigi ebbe successo e la guarnigione prussiana venne sbaragliata. Quando ancora però si festeggiava la vittoria, un contrattacco prussiano il 30 ottobre riprese la città provocando 1 200 morti tra i francesi. Uno dei più importanti tentativi di rompere l'assedio prussiano fu progettato in novembre. Trochu ordinò al generale Auguste Ducrot di lanciare una sortita il 28 novembre, che dette vita una battaglia di tre giorni nella parte orientale della città. Oltre che a coincidere con un attacco di Luis d'Aurelle su Orleans, questa sortita doveva avere l'effetto di portare scompiglio nell'organizzazione logistica tedesca.
Con l'uso di ponti messi in posizione nel tardo 28 novembre le truppe di Ducrot avrebbero dovuto irrompere attraverso la Marna, a Joinville, Neuilly e Bry, facendo abbandonare ai prussiani Champigny e Villiers-sur-Marne e ponendo i francesi in diretta comunicazione tra il quartier generale di Versailles e Lagny, che costituiva il maggiore punto di collegamento con la Germania. Qualora tutto questo fosse avvenuto, Trochu avrebbe avuto modo di ricongiungersi, con buona probabilità, con l'armata della Loira e di rimandare il progetto del bombardamento della capitale da parte dei prussiani. Gli ingegneri francesi non riuscirono a collocare i ponti in posizione il 28 novembre e l'intero corpo francese fu lasciato sulla sponda sbagliata della Marna. Una diversione delle garde mobiles verso Malmaison non riuscì a distogliere i prussiani dal fronte di Champigny e Villiers, dove erano state condotte in massa le riserve da Von Moltke. L'attacco dovette concludersi il 3 dicembre con la ritirata attraverso la Marna dei francesi e la perdita di 12 000 soldati.
Con la caduta di Metz e le voci su una possibile capitolazione sotto la spinta delle pressioni dei tedeschi, una crisi politica investì i responsabili della difesa della capitale. Nel "lunedì nero" del 31 ottobre Trochu e i vertici della Guardia Nazionale si riunirono all'Hotel de Ville per trattare sulla possibile riesumazione dell'istituzione comunarda sul modello di quella andata in scena tra il 1792 e il 1794. Dopo iniziali trattative, l'intervento delle truppe fedeli alla repubblica consentì il giorno dopo di trarre in arresto i rivoluzionari.

### Fase finale
Nel quartier generale prussiano si affermava il convincimento che per poter spingere i francesi ad accettare i termini della resa fosse necessario intensificare gli attacchi sulla città ed esercitare pressione sulla popolazione civile, colpendo le strade, le case delle persone e innescando un clima di paura che spingesse Trochu a prendere atto della situazione. Von Moltke era dell'idea di proseguire l'assedio senza compiere atti di forza particolari, anche perché, secondo le sue previsioni, l'artiglieria non sarebbe stata disponibile fino a gennaio del 1871 e fino a questo tempo i parigini sarebbero stati sottoposti ai tormenti della fame. Il generale Albrecht von Blumenthal affermava a gennaio: "Lasciamoli morire come cani impazziti".
Presso lo stato maggiore tedesco l'assedio della capitale era vissuto in un clima di forte tensione. Von Moltke e Bismarck furono in disaccordo su tutto dopo Sedan e le relazioni tra i due apparvero "gelide come l'inverno di gennaio". Quando nel novembre del 1870 la Russia ricominciò a costruire basi militari sul Mar Nero, violando i termini del trattato che aveva posto fine alla guerra di Crimea, la reazione inglese fu immediata e vi fu l'esplicita richiesta di Londra di porre fine il più rapidamente possibile all'invasione prussiana per garantire una più celere ripresa della Francia come alleato perché si opponesse ai nuovi abusi messi in atto da San Pietroburgo. Per guadagnare tempo, Bismarck convocò una conferenza delle grandi potenze il 3 gennaio 1871 e auspicò una fine quanto più rapida possibile dell'assedio della capitale francese. Reagì in modo furioso contro von Moltke quando seppe che questi stava intavolando discussioni segrete con Trochu a sua insaputa per ottenerne la resa, mentre le armate prussiane non riuscivano ad ottenere risultati decisivi contro i francesi.
Il generale Ducrot, mentre tra i prussiani si discuteva dell'opportunità del bombardamento della capitale, lanciò una nuova offensiva il 21 dicembre verso Le Bourget. Ducrot sperava di riuscire a riunire le proprie forze con i 35 000 uomini dell'armata del Nord del comandante Louis Faidherbe. Quando i pezzi d'artiglieria furono finalmente in postazione Moltke poté iniziare il bombardamento dei forti intorno alla capitale colpendo Mont Avron il 27 e 28 dicembre e successivamente Vanves, Issy e Montrouge il 5 gennaio. I colpi di cannone raggiunsero il centro della capitale, distrussero edifici, uccisero civili inermi, tra cui donne e bambini. Solo a metà gennaio 189 civili erano rimasti feriti o avevano trovato la morte sotto le bombe. Per la fame e il freddo morirono, durante il mese di gennaio, il più duro di tutto l'assedio, tra i 3 000 e i 4 000 parigini. Alla fine di gennaio Trochou rifiutò di lanciare i 400 000 uomini della guarnigione in un ultimo disperato tentativo di rompere il blocco, che avrebbe comportato l'inutile morte di altri francesi.
L'assedio di Parigi segnò definitivamente la caduta del regime imperiale di Napoleone III.

## Proclamazione dell'impero

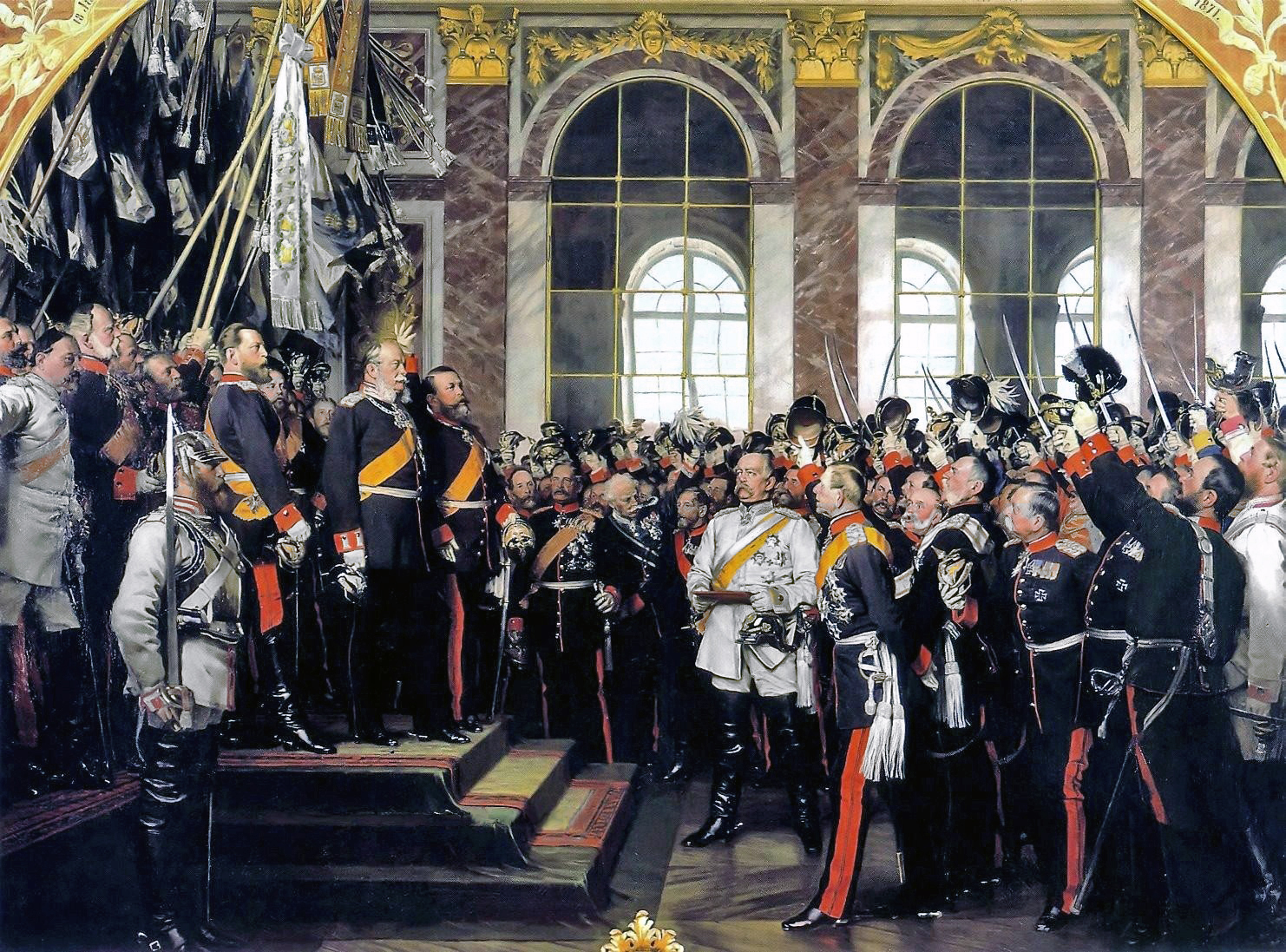
Proclamazione dell'Impero tedesco

La popolazione parigina, già provata dalle conseguenze dell'assedio, ebbe a soffrire ancor di più alla proclamazione dell'impero tedesco, celebrata nel Palazzo di Versailles, sede del quartier generale reale. La cerimonia, svoltasi il 18 gennaio, fu calcolata per provocare l'umiliazione dei francesi. Il 19 gennaio, un'offensiva fra St. Cloud e Buzenval, in direzione di Versailles, avrebbe potuto rovinare i festeggiamenti per la nascita dell'impero, ma i francesi, colpiti dal fuoco dell'artiglieria, dovettero indietreggiare di fronte alla pressione dei prussiani. Ducrot, che guidò l'attacco, ritornò mestamente a Parigi per l'ultima volta lasciando il comando a Joseph Vinoy, mentre i suoi soldati in preda alla disperazione cercarono scampo dal bombardamento e molti altri si dettero a cercare resti di cibo tra i rifiuti delle derrate tedesche. Alla fine si contarono 8 000 morti tra le file francesi, sedici volte più numerosi dei caduti prussiani.
Trochu rimase presidente della Repubblica, anche se Gambetta, di fatto, esercitò le sue stesse funzioni da Bordeaux. Il 22 gennaio la Guardia Nazionale rivoluzionaria sparò ancora verso l'edificio governativo, nel centro di Parigi vicino all'Hotel de Ville, in una simbolica manifestazione di insoddisfazione verso la gestione dell'assedio condotta dai vertici repubblicani. A mezzanotte del 27 gennaio, dopo che Jules Favre accettò i termini di resa avanzati da Bismarck, entrò in vigore l'armistizio che pose termine all'assedio e sancì la fine della guerra.

## Letteratura
Il racconto Due amici (1883) dello scrittore francese Guy de Maupassant è ambientato durante l'assedio di Parigi, nel gennaio 1871.

## Galleria d'immagini

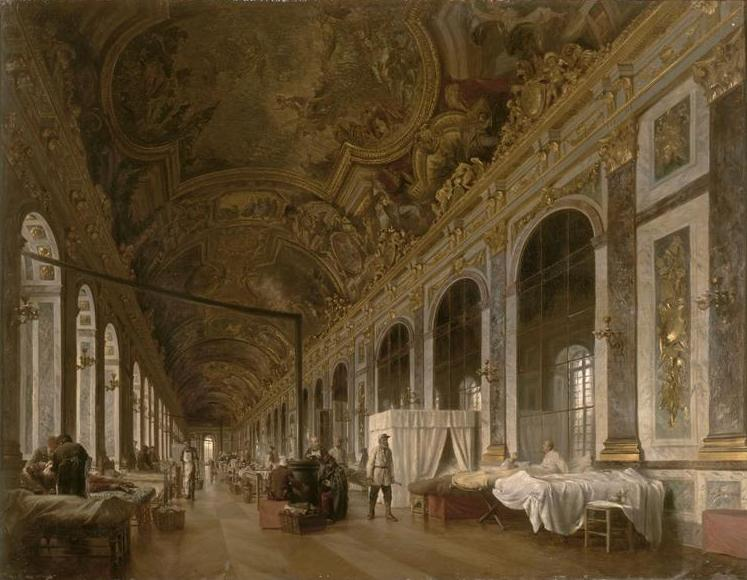
La Sala degli specchi del Palazzo di Versailles trasformata in ospedale militare, opera di Victor Bachereau-Reverchon
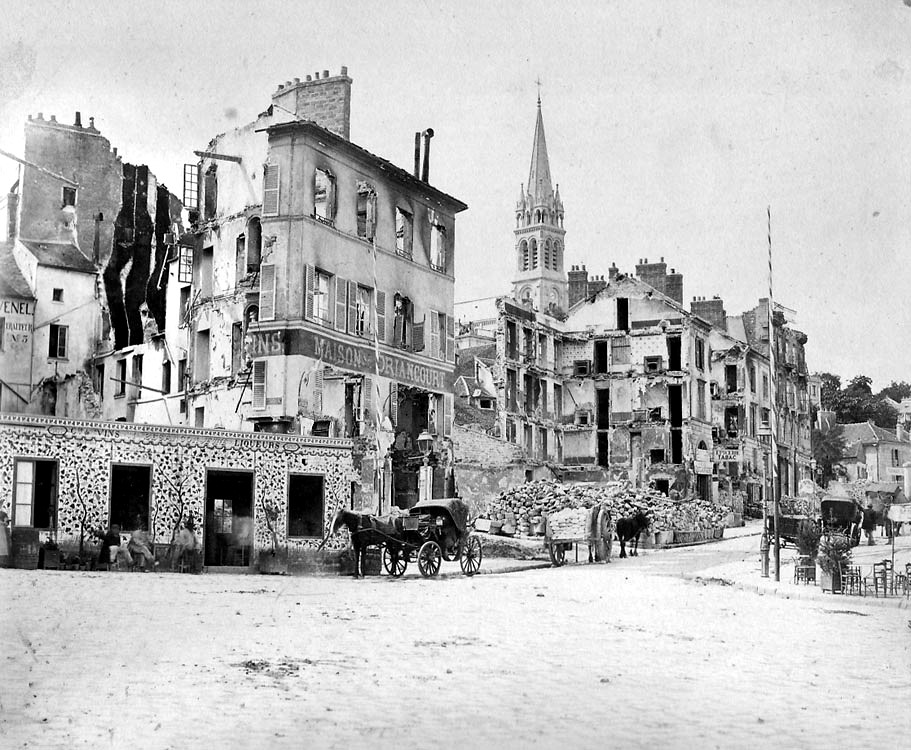
Edifici sventrati nella piazza di St. Cloud
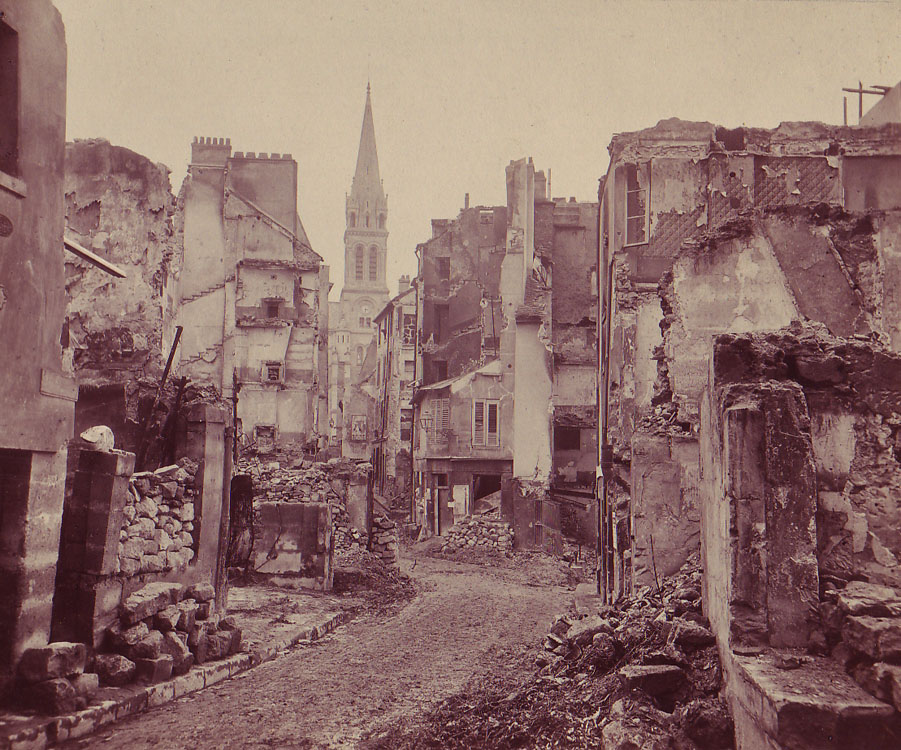
Edifici distrutti a St. Cloud, rue de l'Eglise
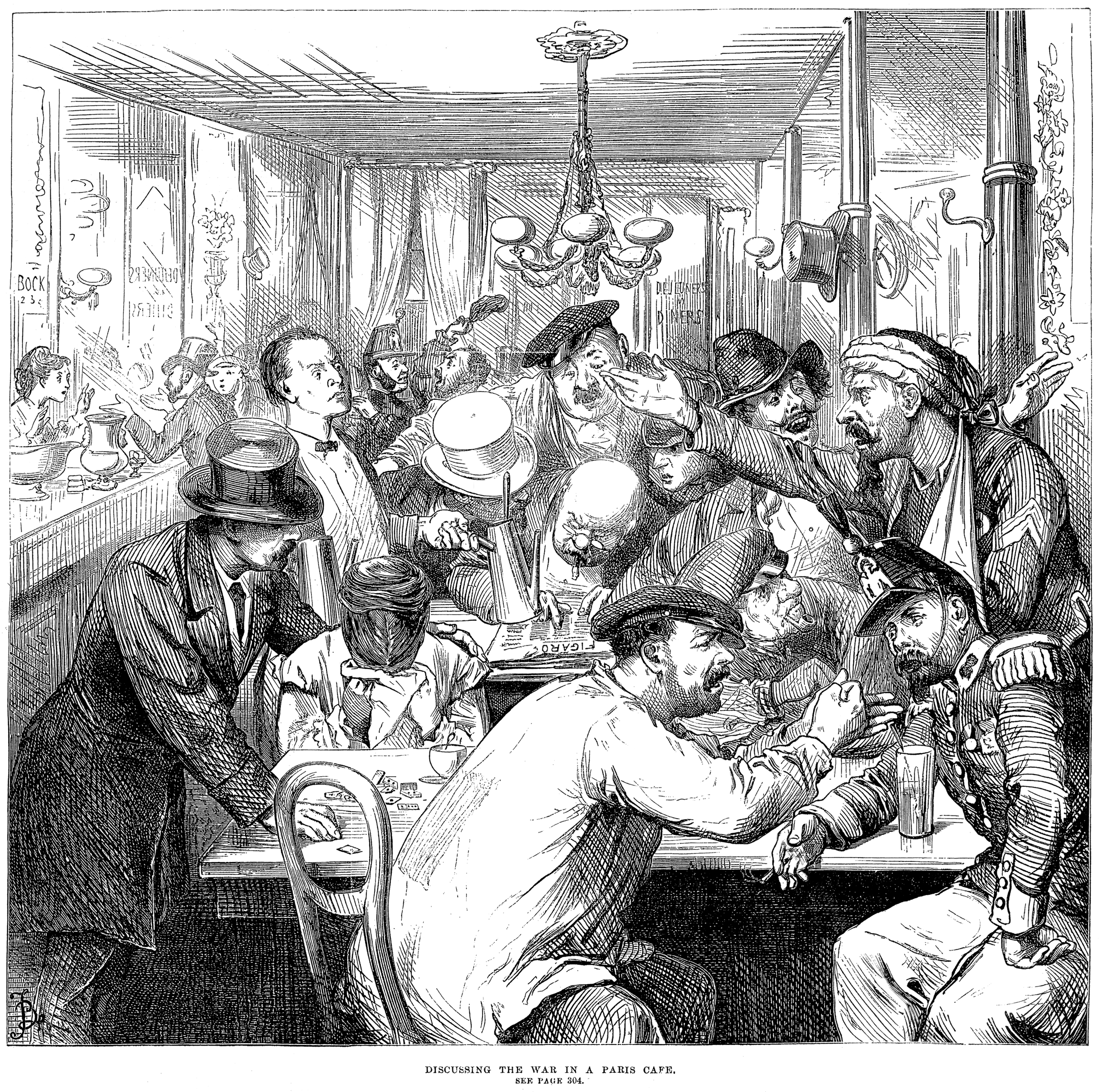
Illustrazione popolare delle discussioni in un café parigino
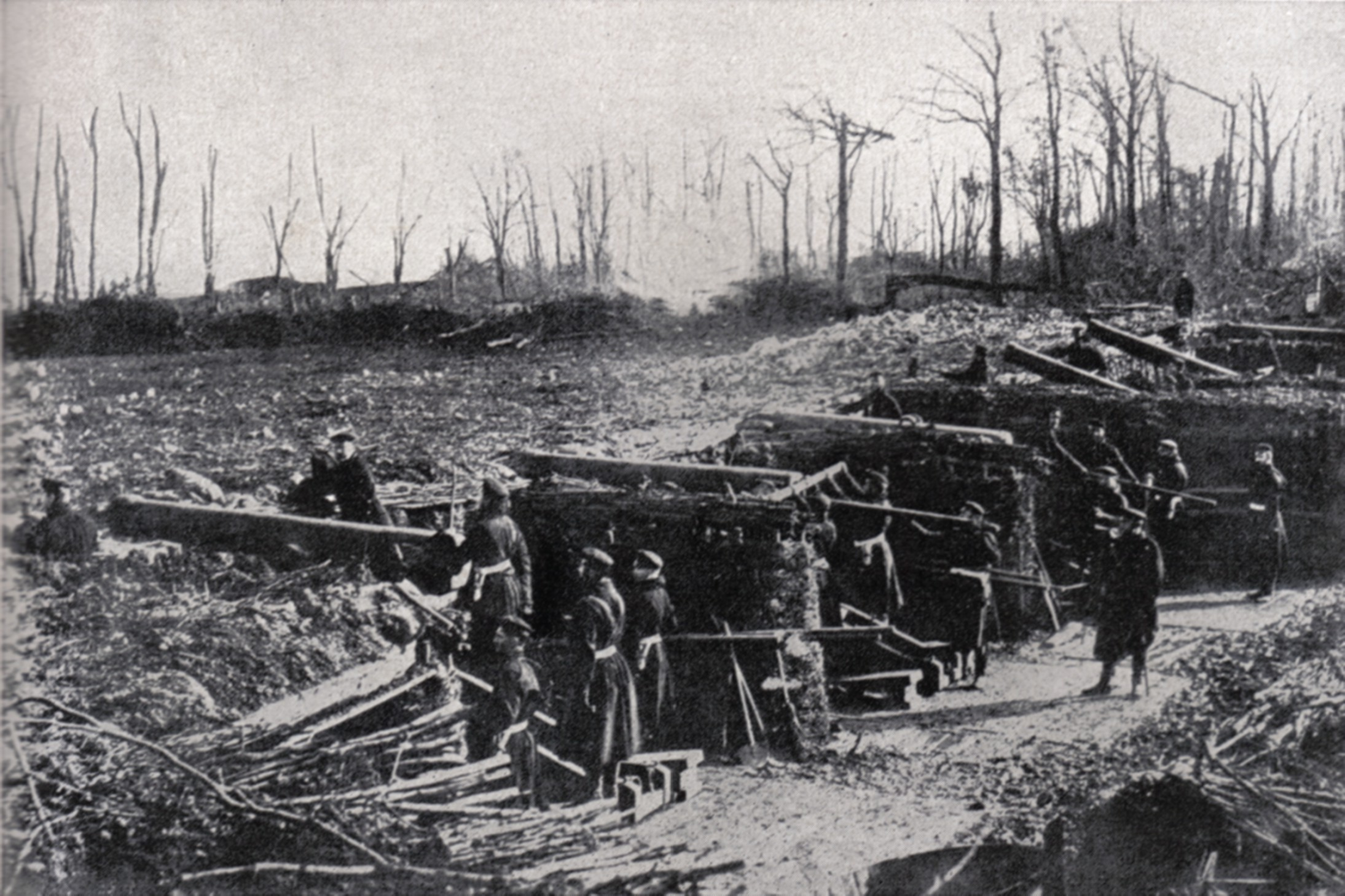
Batteria di cannoni prussiana
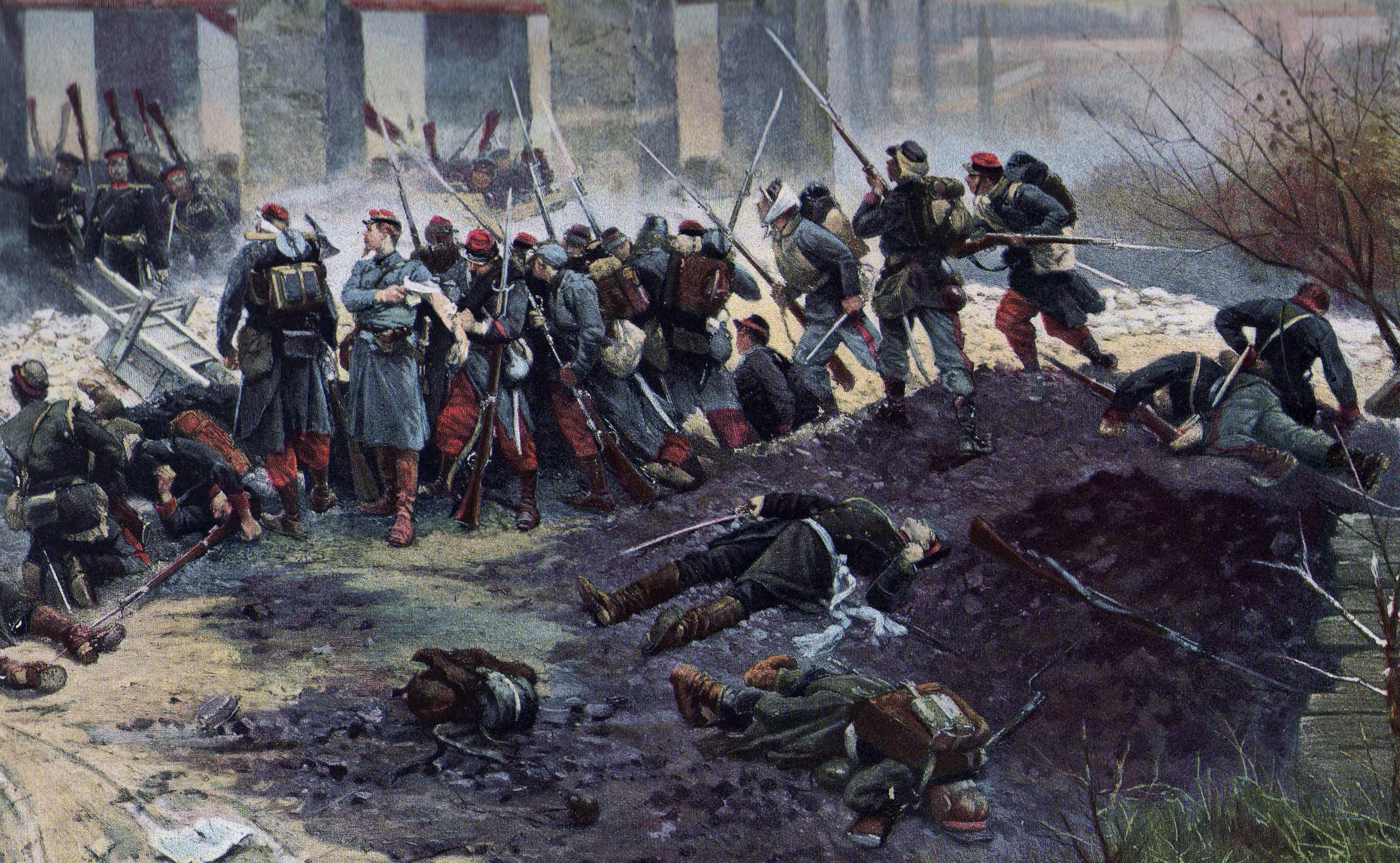
Sortita francese presso Champigny